# Clannad
CLANNAD (クラナド "Kuranado") és una novel·la visual publicada l'any 2004, en la seva primera edició, per la companyia de videojocs Key. Seria el tercer videojoc de la companyia i el primer per a tots els públics no incloent, per tant, escenes sexuals. Amb el pas del temps, i a causa de la bona acollida que va tenir la història, serà adaptada a diversos formats. El dia 4 d'octubre de 2007 es comença a emetre un anime que durarà fins al 20 de març de 2008 en emissió, sent així una primera temporada que constaria de 22 episodis amb el mateix nom que el format original (CLANNAD). I que continuaria l'any següent en una segona temporada anomenada CLANNAD - after story també de 22 episodis que s'emetria des del 2 d'octubre de 2008 fins al 12 de març de 2009. A més d'altres adaptacions, entre les quals destaquen diversos mangues, OVA i fins i tot una pel·lícula estrenada el 2007.
La història segueix la vida de l'Ozakaki Tomoya, un noi que en el seu últim any a l'institut, sense cap mena de propòsit vital viurà sense gaire preocupacions ni objectius. Però el dia que de camí a l'institut es trobi amb una noia estranya el seu destí començarà a canviar. En la novel·la visual original el jugador pot triar cap on es dirigeix la història fent així que el protagonista es relacioni més amb una noia o una altra i així coneixent els problemes de cadascuna. Tanmateix, quan el jugador hagi estat capaç de reunir tots els finals satisfactoris podrà entrar en una nova part de la història anomenada After Story la qual donarà una conclusió única i definitiva a tot el que ha ocorregut.